# Miss Mondo 1984
Miss Mondo 1984, la trentaquattresima edizione di Miss Mondo, si è tenuta il 15 novembre 1984, presso il Royal Albert Hall di Londra. Il concorso è stato presentato da Peter Marshall e Judith Chalmers. Astrid Carolina Herrera Irrazábal, rappresentante del Venezuela è stata incoronata Miss Mondo 1984.

## Risultati

### Piazzamenti
| Risultato       | Concorrente |
| --------------- | --- |
| Miss Mondo 1984 | - Venezuela - Astrid Carolina Herrera Irrazábal |
| 2ª classificata | - Canada - Constance "Connie" Ellen Fitzpatrick |
| 3ª classificata | - Australia - Lou-Anne Caroline Ronchi |
| 4ª classificata | - Regno Unito - Vivienne Mary Rooke |
| 5ª classificata | - Stati Uniti - Kelly Lea Anderson |
| 6ª classificata | - Brasile - Adriana Alves de Oliveira |
| 7ª classificata | - Irlanda - Olivia Marie Tracey |
| Top 15          | - Austria - Heidemarie Pilgerstorfer - Colombia - Angela Patricia Janiot - Finlandia - Anna-Liisa Tilus - Islanda - Berglind Johansen - Israele - Iris Louk - Kenya - Khadija (Kate) Adam Ismail - Paesi Bassi - Nancy Neede - Svizzera - Silvia Anna Affolter |

### Regine continentali
| Risultato | Concorrente                                     |
| --------- | ----------------------------------------------- |
| Africa    | - Kenya - Khadija (Kate) Adam Ismail            |
| Americhe  | - Venezuela - Astrid Carolina Herrera Irrazábal |
| Asia      | - Israele - Iris Louk                           |
| Europa    | - Regno Unito - Vivienne Mary Rooke             |
| Oceania   | - Australia - Lou-Anne Caroline Ronchi          |

### Riconoscimenti speciali
| Risultato        | Concorrente                                     |
| ---------------- | ----------------------------------------------- |
| Miss Personality | - Panama - Ana Luisa Seda Reyes                 |
| Most Photogenic  | - Venezuela - Astrid Carolina Herrera Irrazábal |

## Concorrenti
- Aruba - Margaret Jane Bislick
- Australia - Lou-Anne Caroline Ronchi
- Austria - Heidemarie Pilgerstorfer
- Bahamas - Yvette Monique Rolle
- Barbados - Gale Angela Thomas
- Belgio - Brigitte Maria Antonia Muyshondt
- Bermuda - Rhonda Cherlyene Wilkinson
- Bolivia - Erika Weise
- Brasile - Adriana Alves de Oliveira
- Canada - Constance "Connie" Ellen Fitzpatrick
- Cile - Maria Soledad García Leinenweber
- Cipro - Agathi Demetriou
- Colombia - Angela Patricia Janiot Martirena
- Corea del Sud - Lee Joo-hee
- Costa Rica - Catalina Maria Blum Peña
- Curaçao - Ivette del Carmen Atacho
- Danimarca - Pia Melchioren
- Ecuador - Maria Sol Corral Zambrano
- El Salvador - Celina Maria López Parraga
- Filippine - Aurora Elvira Gayoso Sevilla
- Finlandia - Anna-Liisa Tilus
- Francia - Martine Robine
- Gambia - Mirabelle Carayol
- Germania - Brigitte Berx
- Giamaica - Jacqueline Q. Crichton
- Giappone - Ayako Ohsone
- Gibilterra - Karina Suzanne Hollands
- Grecia - Vana Barba
- Guam - Janet Rachelle Clymer
- Guatemala - Carla Giovanna Aldana Fontana
- Honduras - Myrtice Elitha Hyde
- Hong Kong - Joan Tong Lai-Kau
- India - Suchita Kumar
- Irlanda - Olivia Marie Tracey
- Islanda - Berglind Johansen
- Isole Cayman - Thora Ann Crighton
- Isola di Man - Jill Armstrong
- Isole Vergini Americane - Sandy Lewis
- Israele - Iris Look
- Italia - Federica Silvia Tersch
- Jugoslavia - Dinka Delic
- Kenya - Khadija "Kate" Adam Ismail
- Libano - Elaine Khoury
- Malaysia - Christina Teo Pick Yoon
- Malta - Graziella Attard Previ
- Messico - Mariana Sofia Urrea Stettner
- Nigeria - Cynthia Oronsaye
- Norvegia - Ingrid Maria Martens
- Nuova Zelanda - Barbara Rose McDowell
- Paesi Bassi - Nancy Neede
- Panama - Ana Luisa Seda Reyes
- Paraguay - Susana Maria Ivansiuten Haurelechen
- Perù - Gloria Cristina Loayza Guerra
- Polonia - Magdalena Jaworska
- Porto Rico - Maria de los Angeles Rosas Silva
- Portogallo - Maria Leonor Mendes Correia
- Regno Unito - Vivienne Mary Rooke
- Rep. Dominicana - Mayelinne Inés de Lara Almánzar
- Samoa - Ana Bentley
- Singapore - Li Peng Koh
- Spagna - Juncal Rivero Fadrique
- Sri Lanka - Bhagya Udeshika Gunasinghe
- Stati Uniti - Kelly Lea Anderson
- Svezia - Brigitta Madeleine Gunnarsson
- Svizzera - Silvia Anna Affolter
- eSwatini - Busie Motsa
- Tahiti - Hinarii Kilian
- Thailandia - Intira Imsompoh
- Trinidad e Tobago - Ria Judy Joanne Rambardan
- Turks e Caicos - Miriam Coralita Adams
- Uruguay - Giselle Barthou Quintes
- Venezuela - Astrid Carolina Herrera Irrazábal